# Sloteko von Ramel

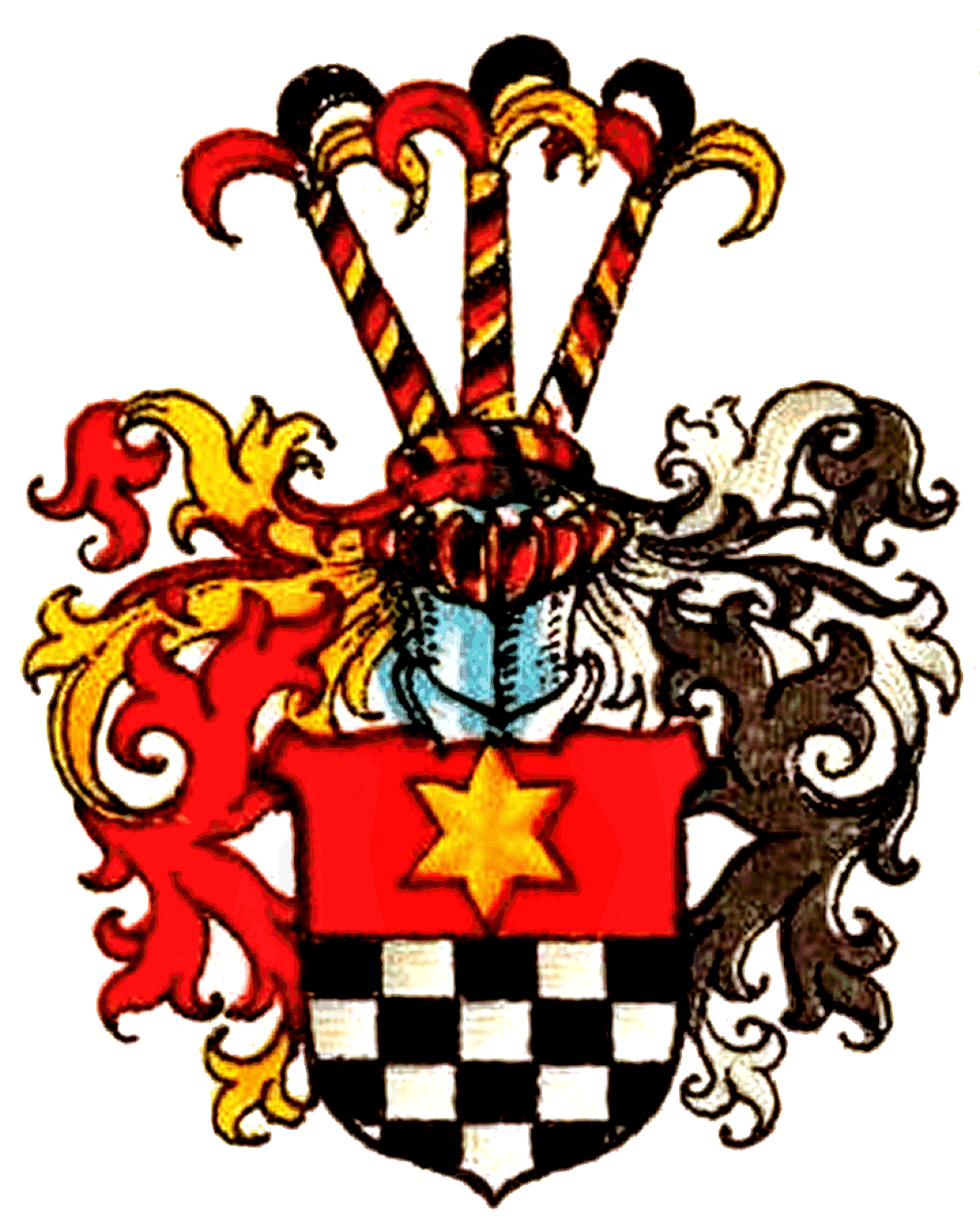
Wappen derer von Ramel

Ritter Sloteko von Ramel (später von Görne) war Hofschreiber, Weltgeistlicher, Domherr und Propst von Demmin, Lehrer und Seelsorger des jungen Markgrafen Johann, Protonotarius (Oberschreiber) und Truchseß. Zum Schluss war er Begleiter im reisenden Gefolge der Markgrafen von Brandenburg.

## Geschichtlicher Hintergrund

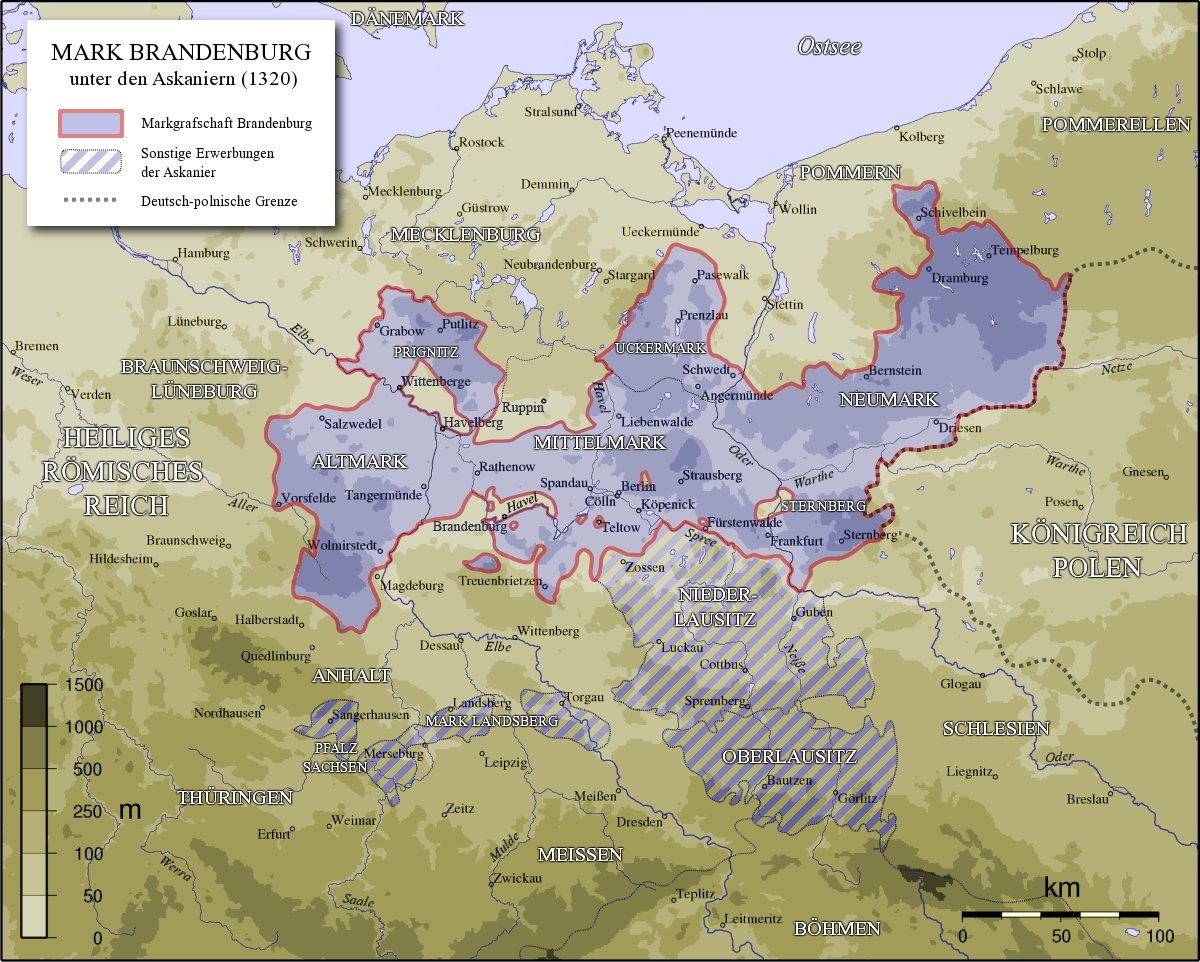
Die Mark Brandenburg unter den Askaniern (um 1320)

Unter der Herrschaft der Askanier bildet sich die Mark Brandenburg ab der Mitte des 12. Jahrhunderts zu einem Territorialstaat heraus. Durch die Gründung von Klöstern finden zeitgemäße Erkenntnisse aus Kultur und Landwirtschaft Einzug in die neu kolonisierten Landstriche. Durch Rodung entsteht neues Siedlungsland, auf dem Dörfer und Städte gegründet werden können. Um diesen Territorialstaat ohne Hauptstadt zu regieren, reist der askanische Hof mit allen wichtigen Hofbeamten durch die Mark Brandenburg, um vor Ort die Amtsgeschäfte zu besorgen. Zu diesem Hofstaat der Askanier gehört zu Beginn des 14. Jahrhunderts über einen Zeitraum von 14 Jahren Ritter Sloteko von Ramel, als Begleiter, Ratgeber und Zeuge.

## Leben

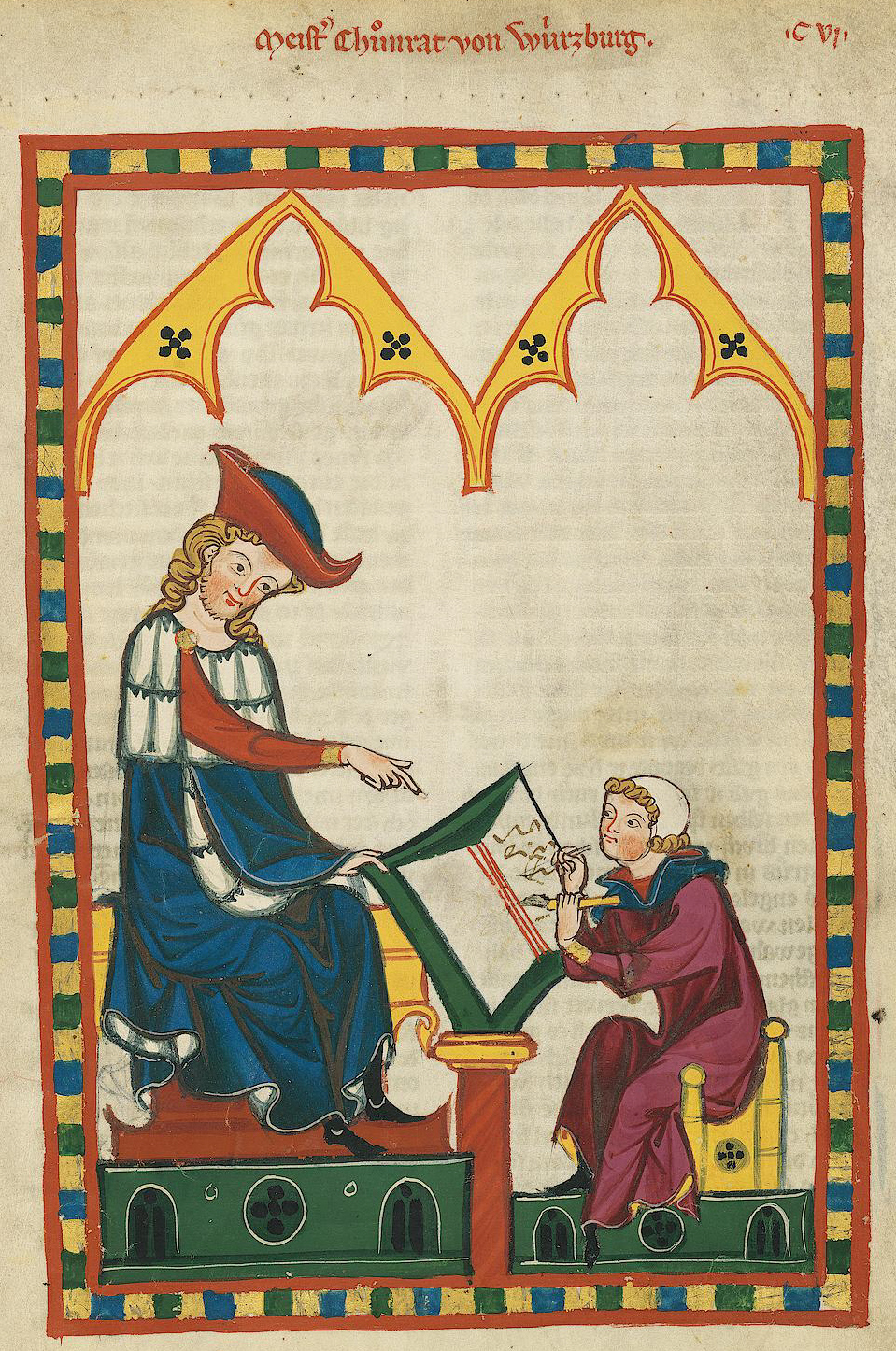
Abbildung eines Hofschreibers im Codex Manesse (um 1310)

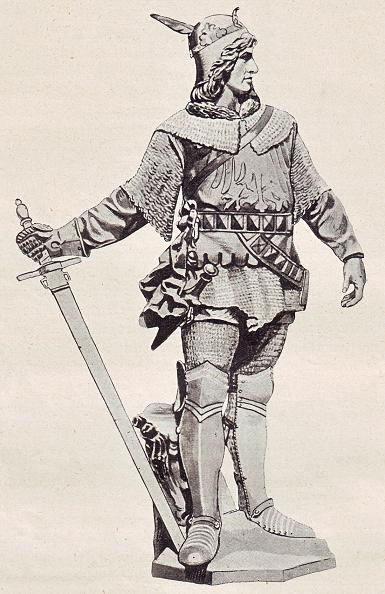
Ehemaliges Standbild für den Brandenburger Markgrafen Waldemar den Großen (ca. 1280–1319) auf der Berliner Mühlendammbrücke

Durch die hinterlassenen Urkunden kann das Leben des Ritters Sloteko von Ramel zwischen den Jahren 1305 und 1317 grob nachvollzogen werden. Er hatte vom Markgrafen noch kein Lehen erhalten. Slotekos Einkommen entrichtete der askanische Hof in Form von Einnahmen aus einigen Dienstlehen, von denen nur die Insel Werder, die Burg Trebbin und das Anwesen Groß Ziethen bekannt geworden sind.
Der im Jahr 1312 als Oberster Schreiber und Geistlicher am askanischen Hof tätige Ritter Sloteko wurde von Heinrich von Wacholt, Bischof von Camin in Pommern, obwohl er nur ein Weltgeistlicher war, zum Domherren zu Camin und zum Propst von Demmin erhoben. Der Hintergrund zu dieser Erhebung ist Slotekos wahrscheinliche Herkunft aus der sehr einflussreichen holsteinisch-pommerschen Familie de Romele (von Ramel). Aus heutiger Sicht mutet die Erhebung eines Ritters, also im heutigen Sinne eines Soldaten, zum geistlichen Domherren befremdlich an, muss jedoch im Kontext des Hochmittelalters gesehen werden. Als erste Manifestation der Idee eines geistlichen Ritterordens entsteht der Templerorden im Jahr 1118, im Ostseeraum erlangt insbesondere der Deutschritterorden besondere Bedeutung. So wurden beispielsweise dienende Laienbrüder, die das Gelübde abgelegt hatten, bei Bedarf auch zum Waffendienst herangezogen.
Ein im Jahr 1315 von den Markgrafen Waldemar und Johann begonnener Krieg (Norddeutscher Markgrafenkrieg) gegen Heinrich II. von Mecklenburg und gegen Erich Menwed von Dänemark hatte zur Folge, dass wichtige Hofangestellte, die den Krieg missbilligten, die Höfe der beiden Markgrafen verließen. Der junge Markgraf Johann ernannte seinen Lehrer, Seelsorger und wichtigsten Ratgeber, den Ritter Sloteko in das weltliche Amt eines Truchseß, als Vorsteher seiner Hofhaltung. Erst im Jahr 1317 erhielten Sloteko und seine beiden Brüder vom Domkapitel Brandenburg ein Lehen, dessen Name Gorne (von Görne) zum Herkunftsnamen von Sloteko und seinen Brüdern wurde.

## Familie
Die eindeutige Zuweisung des Ritters Sloteko zu einer Ursprungsfamilie von Ramel fällt schwer. In den Jahren von 1305 bis zum Jahr 1317 wird Ritter Sloteko in Urkunden nur mit seinem Taufnamen (Vornamen) Sloteko angegeben, daher kann die Familienzuweisung nur über Indizien erfolgen. Der schnelle Aufstieg und die Laufbahn des Ritters Sloteko deuten auf die Förderung durch eine oder mehrere einflussreiche Adelsfamilien hin. Die von Ramel sind noch im Jahr 1233 in Holstein anzutreffen, seit 1256 in Westpommern im Raum Anklam und seit 1276/77 im Land Colberg (Kolberg, poln. Kołobrzeg) in Pommern. Mit ihrer Belehnung mit dem Rittergut Görne nimmt Sloteko mit seinen Brüdern Zabellus und Ritzardus den neuen Namen de Gorne (von Görne) an. Als Ritzardus de Romele, später de Gorne, in den Besitz des Lehens Dalchow bei Osterburg in der Altmark gelangt, führen er und seine Nachkommen den Geschlechternamen de Dalchow.